# Xã Chicago, Quận Stutsman, Bắc Dakota
Xã Chicago (tiếng Anh: Chicago Township) là một xã thuộc quận Stutsman, tiểu bang Bắc Dakota, Hoa Kỳ. Năm 2010, dân số của xã này là 47 người.